# Adalbert Wirz

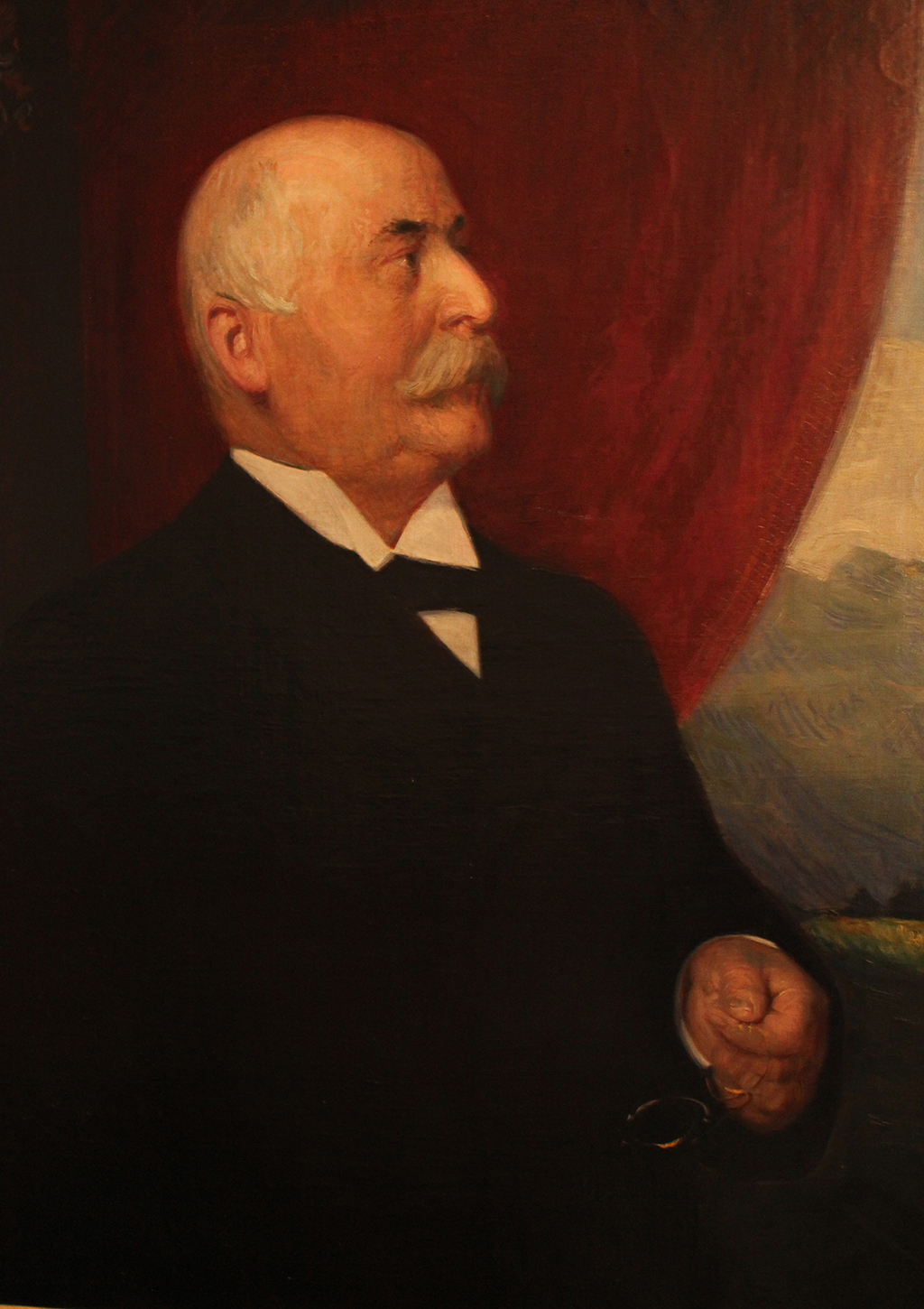
Porträt des Adalbert Wirz

Adalbert Wirz (* 16. Juni 1848 in Sarnen; † 14. September 1925 ebenda) war ein Schweizer Politiker (Katholisch-Konservative), Richter und Redaktor.

## Biografie
Adalbert Wirz war der jüngere Bruder von Theodor Wirz, der Sohn des Franz Wirz, Neffe des Simon Ettlin und Grossneffe des Nicolaus Hermann. Alle vier waren – so wie er auch – Landammänner des Kantons Obwalden.
Wirz besuchte das Kollegium in Sarnen und das Kollegium St. Michael in Freiburg. Danach absolvierte er ein Rechtsstudium in Freiburg, Basel, Zürich und Heidelberg.
Wirz heiratete 1879 Rosalia Ettlin, die Tochter des Simon Ettlin.
Von 1876 bis 1901 war Wirz Zivilgerichtspräsident und von 1910 bis 1925 Obergerichtspräsident des Kantons. Zudem war er von 1910 bis 1918 als Suppleant am Bundesgericht tätig.
Von 1885 bis 1925 sass Wirz im Obwaldner Kantonsrat, welchen er 1886 und 1912 präsidierte. Als Regierungsrat des Kantons Obwalden war er von 1901 bis 1910 tätig. 1902, 1904, 1906 und 1908 hatte er das Amt des Landammanns inne. Den Ständerat, in welchem er von 1902 bis 1925 sass, präsidierte der katholisch-konservative Politiker im Jahre 1906.
Wirz war regelmässiger Mitarbeiter und von 1879 bis 1882 Redaktor des Obwaldner Volksfreunds. Von 1885 bis 1892 war er Präsident des Schweizerischen Piusvereins und von 1899 bis 1902 des Schweizerischen Katholikenvereins. Von 1912 bis 1917 war Wirz der erste Präsident der Schweizerischen Konservativen Volkspartei.  Ausserdem präsidierte er 1917/1918 die Internationale Katholische Union.
Wirz war Ritter des päpstlichen Piusordens und erhielt 1918 ein Ehrendoktorat der Universität Freiburg.